# かやぶきの里・北村
かやぶきの里・北村（かやぶきのさと きたむら）は、京都府南丹市美山町北にある山村集落。今では珍しくなった茅葺き屋根の家屋がここには数多く残っている。

## 歴史
当集落は中世には丹波国桑田郡弓削荘に属し、林業を主産業とする山村集落であった。集落の中を通る街道は、いわゆる鯖街道の一つとされ、京都と若狭の中間地であり、多くの旅人が行き来していた。そういった背景から、この集落の建築や生活様式はいろいろな地方の影響を受けたといわれる。北村は近世には篠山藩に属し、近隣の村とともに「知井9か村」と称された。
1993年（平成5年）、周囲の水田と山林を含む集落全体127.5ヘクタールが、国の重要伝統的建造物群保存地区として選定された。
地区では「かやぶきの里保存会」を組織し、歴史的景観の保全と住民の生活を両立すべく、さまざまな検討を重ねた。その結果、住民が出資し、「有限会社かやぶきの里」を設立し、建造物の維持管理および観光施設としての運営を組織的におこなうようになった。

## 建築物
集落内の住宅は山麓の傾斜地を整地して建てられており、宅地正面には石垣を築く。現存している茅葺き屋根の家屋の多くが江戸時代中頃から末期にかけて建てられたものであり、「北山型民家」に分類される。丈の高い入母屋造の屋根と神社の千木のような飾りが特色である。
この村は50戸ほどの集落であるが、うち交流館、民俗資料館、民宿なども含めた38戸が茅葺き屋根である。集落の外れに食堂と土産物屋があるが、それらは(有)かやぶきの里が運営している。その建屋も茅葺き屋根である。

## 現地情報

### 施設
- かやの里（土産物屋。「(有)かやぶきの里」「北村きび工房」も入居している）
- お食事処「きたむら」
- 民俗資料館
- 知井八幡宮

その他、個人経営の民宿もある。

### 交通
- JR山陰本線園部駅または日吉駅にて南丹市営バスに乗車、「北」停留所下車。概ね1～2時間に1便運行されている。
- 京都府道38号京都広河原美山線

## 維持管理
- 茅葺き屋根の維持のためには数十年毎に葺き替えをする必要がある。一時、茅葺き職人の後継者がいなくなりそうだったが、近年、住民の中から職人が誕生した。かつては村の共同体によって村民総出で屋根の葺き替えが行なわれてきたが、自治体から補助金などが支給されるようになってからは、専門業者に任せるようになった[2]。
- 茅葺き屋根の住居は火に弱い建物である。2000年には「かやぶき交流館」が火事で焼失しており（2年後に再建）、火災対策は重要事項となっている。住居の母屋毎に「放水銃」が配備されている。普段は小屋の形をした収納箱の中に収納されているが、使用時は（おそらく遠隔操作により）液圧シリンダーにより小屋の屋根が開き、放水銃が迫り出すようになっている。